# Europees kampioenschap voetbal onder 16 - 1993 (kwalificatie)
Het kwalificatietoernooi voor het Europees kampioenschap voetbal onder 16 voor mannen 1993 was een toernooi dat duurde van 16 september 1992 tot en met 10 maart 1993. Dit toernooi zou bepalen welke 15 landen zich kwalificeerden voor het Europees kampioenschap voetbal mannen onder 16 van 1993. 
Turkije hoefde niet aan dit toernooi mee te doen, omdat dit land als gastland direct gekwalificeerd is voor het hoofdtoernooi.

## Gekwalificeerde landen
| Land              | Gekwalificeerd als           | Aantal deelnames |
| ----------------- | ---------------------------- | ---------------- |
| Turkije           | Gastland                     | 4e               |
| Ierland           | Winnaar kwalificatiegroep 1  | 3e               |
| IJsland           | Winnaar kwalificatiegroep 2  | 3e               |
| Frankrijk         | Winnaar kwalificatiegroep 3  | 9e               |
| Portugal          | Winnaar kwalificatiegroep 4  | 9e               |
| Griekenland       | Winnaar kwalificatiegroep 5  | 6e               |
| Rusland           | Winnaar kwalificatiegroep 6  | Debuut           |
| Hongarije         | Winnaar kwalificatiegroep 7  | 5e               |
| België            | Winnaar kwalificatiegroep 8  | 3e               |
| Noord-Ierland     | Winnaar kwalificatiegroep 9  | 4e               |
| Tsjecho-Slowakije | Winnaar kwalificatiegroep 10 | 4e               |
| Italië            | Winnaar kwalificatiegroep 11 | 7e               |
| Zwitserland       | Winnaar kwalificatiegroep 12 | 4e               |
| Polen             | Winnaar kwalificatiegroep 13 | 3e               |
| Spanje            | Winnaar kwalificatiegroep 14 | 8e               |
| Engeland          | Winnaar kwalificatiegroep 15 | 2e               |

## Kwalificatieronde

### Groep 1
De wedstrijden werden gespeeld op 7 oktober 1992 en 2 maart 1993.
| Pos | Team    | Wed | W | G | V | Ptn | DV | DT | +/− | Kwalificatie                      |  | IRL | FIN |
| --- | ------- | --- | - | - | - | --- | -- | -- | --- | --------------------------------- |  | --- | --- |
| 1   | Ierland | 2   | 2 | 0 | 0 | 4   | 4  | 0  | +4  | Geplaatst voor het hoofdtoernooi. |  | —   | 3–0 |
| 2   | Finland | 2   | 0 | 0 | 2 | 0   | 0  | 4  | −4  |                                   |  | 0–1 | —   |

### Groep 2
De wedstrijden werden gespeeld op 22 september en 21 oktober 1992.
| Pos | Team       | Wed | W | G | V | Ptn | DV | DT | +/− | Kwalificatie                      |  | ISL | DEN |
| --- | ---------- | --- | - | - | - | --- | -- | -- | --- | --------------------------------- |  | --- | --- |
| 1   | IJsland    | 2   | 1 | 0 | 1 | 2   | 4  | 2  | +2  | Geplaatst voor het hoofdtoernooi. |  | —   | 4–1 |
| 2   | Denemarken | 2   | 1 | 0 | 1 | 2   | 2  | 4  | −2  |                                   |  | 1–0 | —   |

### Groep 3
De wedstrijden werden gespeeld op 11 november 1992 en 10 maart 1993.
| Pos | Team      | Wed | W | G | V | Ptn | DV | DT | +/− | Kwalificatie                      |  | FRA | MLT |
| --- | --------- | --- | - | - | - | --- | -- | -- | --- | --------------------------------- |  | --- | --- |
| 1   | Frankrijk | 2   | 1 | 1 | 0 | 3   | 7  | 0  | +7  | Geplaatst voor het hoofdtoernooi. |  | —   | 0–0 |
| 2   | Malta     | 2   | 0 | 1 | 1 | 1   | 0  | 7  | −7  |                                   |  | 0–7 | —   |

### Groep 4
De wedstrijden werden gespeeld op 27 januari en 3 maart 1993.
| Pos | Team     | Wed | W | G | V | Ptn | DV | DT | +/− | Kwalificatie                      |  | POR | ALB |
| --- | -------- | --- | - | - | - | --- | -- | -- | --- | --------------------------------- |  | --- | --- |
| 1   | Portugal | 2   | 1 | 0 | 1 | 2   | 3  | 2  | +1  | Geplaatst voor het hoofdtoernooi. |  | —   | 3–1 |
| 2   | Albanië  | 2   | 1 | 0 | 1 | 2   | 2  | 3  | −1  |                                   |  | 1–0 | —   |

### Groep 5
De wedstrijden werden gespeeld op 24 februari en 10 maart 1993.
| Pos | Team        | Wed | W | G | V | Ptn | DV | DT | +/− | Kwalificatie                      |  | GRE | CYP |
| --- | ----------- | --- | - | - | - | --- | -- | -- | --- | --------------------------------- |  | --- | --- |
| 1   | Griekenland | 2   | 2 | 0 | 0 | 4   | 7  | 1  | +6  | Geplaatst voor het hoofdtoernooi. |  | —   | 6–1 |
| 2   | Cyprus      | 2   | 0 | 0 | 2 | 0   | 1  | 7  | −6  |                                   |  | 0–1 | —   |

### Groep 6
De wedstrijden werden gespeeld op 28 februari en 10 maart 1993.
| Pos | Team      | Wed | W | G | V | Ptn | DV | DT | +/− | Kwalificatie                      |  | RUS | BUL |
| --- | --------- | --- | - | - | - | --- | -- | -- | --- | --------------------------------- |  | --- | --- |
| 1   | Rusland   | 2   | 2 | 0 | 0 | 4   | 3  | 1  | +2  | Geplaatst voor het hoofdtoernooi. |  | —   | 2–1 |
| 2   | Bulgarije | 2   | 0 | 0 | 2 | 0   | 1  | 3  | −2  |                                   |  | 0–1 | —   |

### Groep 7
De wedstrijden werden gespeeld op 21 oktober en 11 november 1992.
| Pos | Team      | Wed | W | G | V | Ptn | DV | DT | +/− | Kwalificatie                      |  | HUN | ROU |
| --- | --------- | --- | - | - | - | --- | -- | -- | --- | --------------------------------- |  | --- | --- |
| 1   | Hongarije | 2   | 2 | 0 | 0 | 4   | 3  | 0  | +3  | Geplaatst voor het hoofdtoernooi. |  | —   | 2–0 |
| 2   | Roemenië  | 2   | 0 | 0 | 2 | 0   | 0  | 3  | −3  |                                   |  | 0–1 | —   |

### Groep 8
De wedstrijden werden gespeeld op 23 september en 7 oktober 1992.
| Pos | Team      | Wed | W | G | V | Ptn | DV | DT | +/− | Kwalificatie                      |  | BEL | NOR |
| --- | --------- | --- | - | - | - | --- | -- | -- | --- | --------------------------------- |  | --- | --- |
| 1   | België    | 2   | 1 | 0 | 1 | 2   | 3  | 2  | +1  | Geplaatst voor het hoofdtoernooi. |  | —   | 2–0 |
| 2   | Noorwegen | 2   | 1 | 0 | 1 | 2   | 2  | 3  | −1  |                                   |  | 2–1 | —   |

### Groep 9
De wedstrijden werden gespeeld op 11 november en 1 december 1992.
| Pos | Team          | Wed | W | G | V | Ptn | DV | DT | +/− | Kwalificatie                      |  | NIR | AUT |
| --- | ------------- | --- | - | - | - | --- | -- | -- | --- | --------------------------------- |  | --- | --- |
| 1   | Noord-Ierland | 2   | 1 | 0 | 1 | 2   | 1  | 1  | 0   | Geplaatst voor het hoofdtoernooi. |  | —   | 1–0 |
| 2   | Oostenrijk    | 2   | 1 | 0 | 1 | 2   | 1  | 1  | 0   |                                   |  | 1–0 | —   |

### Groep 10
De wedstrijden werden gespeeld op 14 oktober 1992 en 9 maart 1993.
| Pos | Team              | Wed | W | G | V | Ptn | DV | DT | +/− | Kwalificatie                      |  | TCH | ISR |
| --- | ----------------- | --- | - | - | - | --- | -- | -- | --- | --------------------------------- |  | --- | --- |
| 1   | Tsjecho-Slowakije | 2   | 1 | 1 | 0 | 3   | 1  | 0  | +1  | Geplaatst voor het hoofdtoernooi. |  | —   | 1–0 |
| 2   | Israël            | 2   | 0 | 1 | 1 | 1   | 0  | 1  | −1  |                                   |  | 0–0 | —   |

### Groep 11
De wedstrijden werden gespeeld op 3 februari en 3 maart 1993.
| Pos | Team      | Wed | W | G | V | Ptn | DV | DT | +/− | Kwalificatie                      |  | ITA | SCO |
| --- | --------- | --- | - | - | - | --- | -- | -- | --- | --------------------------------- |  | --- | --- |
| 1   | Italië    | 2   | 2 | 0 | 0 | 4   | 6  | 1  | +5  | Geplaatst voor het hoofdtoernooi. |  | —   | 4–1 |
| 2   | Schotland | 2   | 0 | 0 | 2 | 0   | 1  | 6  | −5  |                                   |  | 0–2 | —   |

### Groep 12
De wedstrijden werden gespeeld op 21 oktober 1992 en 10 maart 1993.
| Pos | Team        | Wed | W | G | V | Ptn | DV | DT | +/− | Kwalificatie                      |  | SUI | LUX |
| --- | ----------- | --- | - | - | - | --- | -- | -- | --- | --------------------------------- |  | --- | --- |
| 1   | Zwitserland | 2   | 2 | 0 | 0 | 4   | 6  | 2  | +4  | Geplaatst voor het hoofdtoernooi. |  | —   | 4–1 |
| 2   | Luxemburg   | 2   | 0 | 0 | 2 | 0   | 2  | 6  | −4  |                                   |  | 1–2 | —   |

### Groep 13
De wedstrijden werden gespeeld tussen 16 september 1992 en 3 maart 1993.
| Pos | Team       | Wed | W | G | V | Ptn | DV | DT | +/− | Kwalificatie                      |     | POL | WAL | SMR |
| --- | ---------- | --- | - | - | - | --- | -- | -- | --- | --------------------------------- | --- | --- | --- | --- |
| 1   | Polen      | 4   | 4 | 0 | 0 | 8   | 10 | 0  | +10 | Geplaatst voor het hoofdtoernooi. |     | —   | 1–0 | 6–0 |
| 2   | Wales      | 4   | 2 | 0 | 2 | 4   | 6  | 2  | +4  |                                   |     | 0–1 | —   | 3–0 |
| 3   | San Marino | 4   | 0 | 0 | 4 | 0   | 0  | 14 | −14 |                                   | 0–2 | 0–3 | —   |     |

### Groep 14
De wedstrijden werden gespeeld op 26 november en 15 december 1992.
| Pos | Team      | Wed | W | G | V | Ptn | DV | DT | +/− | Kwalificatie                      |  | ESP | GER |
| --- | --------- | --- | - | - | - | --- | -- | -- | --- | --------------------------------- |  | --- | --- |
| 1   | Spanje    | 2   | 1 | 0 | 1 | 2   | 3  | 2  | +1  | Geplaatst voor het hoofdtoernooi. |  | —   | 3–1 |
| 2   | Duitsland | 2   | 1 | 0 | 1 | 2   | 2  | 3  | −1  |                                   |  | 1–0 | —   |

### Groep 15
De wedstrijden werden gespeeld tussen 23 september 1992 en 10 maart 1993.
| Pos | Team      | Wed | W | G | V | Ptn | DV | DT | +/− | Kwalificatie                      |     | ENG | NED | SWE |
| --- | --------- | --- | - | - | - | --- | -- | -- | --- | --------------------------------- | --- | --- | --- | --- |
| 1   | Engeland  | 4   | 3 | 1 | 0 | 7   | 12 | 2  | +10 | Geplaatst voor het hoofdtoernooi. |     | —   | 4–0 | 4–0 |
| 2   | Nederland | 4   | 2 | 1 | 1 | 5   | 8  | 5  | +3  |                                   |     | 1–1 | —   | 3–0 |
| 3   | Zweden    | 4   | 0 | 0 | 4 | 0   | 1  | 14 | −13 |                                   | 1–3 | 0–4 | —   |     |

Jeugd-EK's: onder 21 · onder 19       Jeugd-WK's: onder 20 · onder 17